# Черный, Адольф
Адольф Черный (чеш. Adolf Černý; 19 августа 1864, Градец-Кралове, Австрийская империя — 27 декабря 1952, Прага) — чешский поэт, публицист и редактор, общественный деятель. Профессор славистики, почётный доктор Ягеллонского университета в Кракове (1947). Демократический деятель.
Пионер чешской сорабистики.

## Биография
Окончил учительский институт (1883). В 1898 году основал журнал «Славянский обзор» («Slovanský přehled»), который редактирует на протяжении многих лет. В 1898—1904 заведует Этнографическим музеем, в 1901—1920 преподаёт славянские языки в Карловом университете (Прага).

## Научно-публицистическая деятельность

### Сорабист
Адольф Черный начал работать на ниве чешско-лужицкой взаимности ещё в 1880-е годы, занимался исследованием географической и этнической близости чехов и лужицких сербов, а также их общего исторического прошлого.
Бо́льшая часть научного наследия А. Черного посвящена лужичанам — наименьшему славянскому народу в мире.
Автор ряда публицистических статей по сорабистике.
Несмотря на многообразие тем, в его работах угадывается общая доминанта, вытекающая из своеобразного творческого напутствия «реалистически» познавать положение вещей, которое дал Т. Масарик, тогда ещё издатель журнала «Атенеум» А. Черный, уже в то время чувствовавшему наибольшую идейную близость к будущему первому президенту Чехословакии.

Стремление к объективизму сочетается с другой общей чертой чешского сорабистического наследия, которая заключается в том, что взгляд чехов на лужицкую проблематику зачастую обнаруживает некий прагматический подтекст, состоящий в том, что лужицких сербов рассматривают как своеобразный отрицательный пример, на ошибках которого необходимо учиться.— Т. Масарик
Эйфория, вызванная становлением независимых славянских государств после окончания Первой мировой войны, вселила в А. Черного и его многочисленных последователей уверенность в возможность существования независимого серболужицкого государства. Лидеры пролужицкого движения под его руководством активно выступали в то время за присоединение Лужицы к Чехословакии, полагая, что этот шаг был бы в геополитических интересах обеих народов.
Влиятельным в межвоенной Чехословакии стало чешско-лужицкое общество, одним из инициаторов и основателей которого в 1907 году был Адольф Черный.

### Белорусист
В 1890-е гг. путешествовал по Белоруссии, записывал белорусский фольклор («Белорусские песни из Дисненского уезда Виленской губернии», 1895). Статьи «Белорусский журнал» (1906) и «Из Белоруссии» (1909) посвящены белорусским газетам «Наша доля» и «Наша ніва». В статье  «Белорусские национальные и культурные стремления в 1909—1910 гг.» (1911) охарактеризовал литературное движение в Белоруссии. Перевёл на чешский язык отдельные тексты Янки Купалы, Якуба Коласа, Алоизии Пашкевич (Тётки).

## Творчество
В литературе известен под псевдонимом Ян Рокита. В 1928-29 выходит четырёхтомное собрание поэзии.

## Избранные произведения
- Různé (wšelakore) listy o Lužici (1894),
- Lužické obrázky (1890),
- Svatba (kwas) u Lužickych Srbů (1893),
- Lužice a Lužičtí Srbové (1912)
- Lužická otázka (prašenje) (1918)
- Wobydlenje Łužiskich Serbow (1889),
- Mythiske bytosće Łužiskich Serbow, Časopis Maćicy Serbskeje, 1888—1892
- Stawizny basnistwa hornjołužiskich Serbow (1910)
- Serbske wobrazki (1923)
- Wječorne pěsnje (1935)
- Král Duch (1939)
- Istoty mityczne Serbów Łużyckich